# Optimització publicitària
En màrqueting per Internet, l'optimització publicitària és un mètode que consisteix en l'emplaçament d'anuncis en línia en pàgines web que mostren resultats a les consultes al motor de cerca.

## Paraules clau
L'optimització publicitària es ven i distribueix en funció de les paraules clau. L'usuari d'un motor de cerca introdueix paraules clau per fer consultes. Una paraula clau pot estar formada per més d'un mot.
Els motors de cerca duen a terme subhastes per vendre anuncis d'acord amb les ofertes rebudes per les paraules clau i d'acord amb la rellevància de les paraules clau de l'usuari presents en els anuncis de l'inventari. La paraula clau "refinançament d'hipoteca" és més cara que una altra amb menys demanda, com ara "pneumàtics de bicicleta usats". El benefici potencial de les paraules clau també té un paper en les ofertes per als anuncis que els anunciants volen mostrar quan l'usuari busca aquestes paraules clau. Per exemple, "llibre usat" pot ser una paraula clau comuna però té un benefici potencial baix i les ofertes de l'anunciant així ho reflectiran.
Els motors de cerca construeixen índexs de pàgines web fent servir aranyes web. Quan l'editor d'una pàgina web acorda amb una empresa de motor de cerca tenir anuncis en aquesta pàgina, el motor de cerca aplica la seva tecnologia d'indexació per associar el contingut d'aquesta pàgina a les paraules clau. Aleshores aquestes paraules clau són introduïdes al mateix sistema de subhasta que els anunciants utilitzen per comprar anuncis en les pàgines de resultats dels motors de cerca. La publicitat basada en paraules clau del contingut contextual es coneix com a publicitat contextual, la qual sol donar menys beneficis que l'optimització publicitària basada en la intenció de l'usuari expressada mitjançant paraules clau.
Els anunciants poden triar si comprar anuncis de les pàgines dels resultats de cerca (optimització publicitària), de les pàgines de continguts publicats (publicitat contextual) o de totes dues. Les ofertes per les mateixes paraules clau solen ser més altes en el cas de l'optimització publicitària que en la publicitat contextual.

## Mesures
Les activitats d'optimització publicitària es poden mesurar de cinc maneres:
- Cost per mil (CPM): va ser el mètode original per fixar els preus dels auncis en línia, i és encara el sistema més comú per fixar els preus dels bàners publicitaris.
- Ràtio de clics d'entrada (CTR per les seves sigles en anglès): mesura la quantitat de vegades que es fa clic damunt un anunci com a percentatge de visites de la pàgina web en què apareix l'anunci. Els bàners publicitaris tenen nivells de CTR del 0,5% o menys. En comparació, els anuncis en buscadors individuals poden tenir un nivell de CTR del 10%, encara que apareguin al costat de resultats de cerca orgànics i anuncis de pagament.[1]
- Cost per acció (CPA): calcula els costs en funció de les activitats específiques completades, com ara atraure un nou client o fer una venda. Les xarxes d'afiliació operen amb aquest sistema. Els sistemes CPA són més efectius quan els cicles de compra són curts i fàcilment rastrejables. Els cicles de compra més llargs depenen de l'exposició a diversos tipus d'anuncis per crear consciència de marca i suscitar interès de compra abans que es faci la venda. Els cicles de venda més llargs i les vendes que requereixen diversos contactes del client poden ser difícils de rastrejar, la qual cosa pot crear certes reticències en els anunciants a l'hora de participar en programes CPA.
- Cost per clic (CPC): rastreja el cost d'interactuar amb un client actual o potencial. En el màrqueting tradicional, el CPC es veu com un procés de sentit únic en què s'arriba al públic per correu o anuncis de ràdio i de televisió. L'optimització publicitària facilita el contacte de doble sentit mitjançant xats en línia, trucades per Internet, respostes a peticions o inscripcions a llistes de correu. Hi ha algunes directrius per establir el mínim acceptable en el procediments de comptar clics. Tots i cadascun dels clics té un cicle de vida que es coneix com a cicle de referències de clics. Consta de quatre fases: clic iniciat, clic mesurat, clic rebut i clic resolt.[2]
- Total de minuts (TM): és una mesura utilitzada per Nielsen/NetRating que mesura la quantitat de temps total que els usuaris es passen en una pàgina web en lloc del nombre de visites que aquesta pàgina reb. Dia 10 de juliol de 2007, Nielsen va anunciar que adoptarien el TM com la seva mesura principal per calcular la popularitat d'una pàgina web, degut als canvis en la manera en què les pàgines web proporcionen contingut mitjançant la reproducció en temps de real d'àudio i vídeo i referescant la mateixa pàgina sense tornar-la a carregar del tot.[3] Els actualitzadors de pàgines són un dels aspectes de les aplicacions d'Internet sofisticades (RIA per les seves sigles en anglès). Les tecnologies RIA inclouen AJAX (JavaScript asincrònic i XML) i Microsoft Silverlight.

Algunes qüestions metodològiques pel que fa a l'ús del mètode TM en l'optimització publicitària són: com gestionar els internatures que tenen diverses finestres del navegador obertes al mateix temps o que simplement deixen una finestra oberta desatesa durant llargs períodes. Un altre aspecte és el seguiment del total de minuts passats en pàgines HTML que són apàtrides i que, per tant, no generen dades en el servidor sobre el temps que s'han visitat.

## Gestió de campanya
Els anuncis basats en optimització publicitària es compren en funció de les paraules clau. Els compradors d'anuncis participen en accions per paraules clau, en què les més populars costen uns quants dòlars per clic d'entrada.
Els motors de cerca utilitzen algoritmes per determinar la posició dels anuncis segons la ràtio de clics d'entrada. Els anuncis amb ràtios de clics d'entrada baixes es poden desplaçar a la part inferior de la primera pàgina de resultats de cerca o en pàgines posteriors. Tot i que els anunciants només paguen pels clics d'entrada, els algoritmes que determinen la posició dels anuncis en funció de la seva popularitat ofereixen incentius per a optimitzar la selecció de paraules clau i altres mesures de control de costos. Sense les mesures de control de costos, és possible que els compradors d'anuncis es gastin d'un vint-i-cinc a un cinquanta per cent del seu pressupost de manera poc efectiva.
Les mesures de control de costos poden incloure:
- Les campanyes poden començar lentament, per tal de provar l'eficàcia de les paraules clau i els texts dels anuncis. Poden passar tres mesos de proves abans que una campanya no estigui a punt per expandir-se. Les campanyes inicials poden costar uns 20-40 dòlars al dia, mentre que les grans campanys poden superar els 1.000 dòlars al dia. Es poden executar múltiples campanyes una al costat de l'altra.

- Les paraules clau negatives es poden fer servir per excloure consultes de cerca que no estan relacionades amb els anuncis a mostrar. Un venedor de finestres de substitució per a edificis (replacement windows, en anglès), per exemple, podria utilitzar les paraules clau negatives 'programari' o 'programes' per evitar els anuncis que apareixen en resposta a les cerques d'informació sobre el programari de Microsoft Windows.

- L'ordre dels mots en les combinacions de paraules clau poden tenir un efecte en les ràtios de clics d'entrada. L'ordre de les paraules a l'hora de comprar anuncis per paraules clau es pot controlar amb l'ús de cometes. Seguint amb l'exemple anterior del venedor de finestres de substitució, la paraula clau "finestra de substitució" pot tenir una ràtio de clics d'entrada més alta que "substitució de finestres" o que altres combinacions de paraules clau relacionades en què la sintaxi és confosa i que es podrien relacionar amb el programari Microsoft Windows en lloc d'amb finestres per a edificis.

- Una cerca àmplia significa que un anunci se serveix en resposta a qualsevol consulta que conté la paraula clau, sense tenir en compte qualsevol altra paraula que es pugui haver fet servir en la consulta de cerca. Eliminar la cerca àmplia pot ser d'ajuda en casos en què hi hagi un gran nombre de paraules clau potencials o en què l'anunciant vulgui gastar el mínim en publicitat. Una empresa de finestres de substitució de Trenton, Nova Jersey, podria eliminar la cerca àmplia a favor de paraules clau de localització, com ara "finestres de substitució Trenton" i altres localitzacions de la seva zona de negoci. Cada motor de cerca té els seus procediments per controlar les opcions cerques àmplies per paraules clau individuals.

- Es necessita temps per identificar i seleccionar paraules clau potencials. En lloc de fer ofertes per a un reduït nombre de paraules clau populars, els anunciants poden expandir les seves llistes de paraules clau per incloure'n més de 200 i mirar d'incloure paraules que els seus competidors no fan servir. Les paraules clau que són menys buscades són més barates. Per identificar les opcions de paraules clau, introduïu "eina de paraules clau" en un motor de cerca. L'ús de les marques dels competidors com a paraules clau ha generat algunes controvèrsies als EUA i arreu del món.[5]

- Les campanyes d'optimització publicitària poden produir resultats immediats, però sovint necessiten atenció immediata. Els anuncis que no obtenen bons resultats s'han treure del mercat per ajustar-ne la llista de paraules clau i modificar-ne les ofertes, per tal d'evitar el sobrecost. Les campanyes d'optimització publicitària que estan configurades per executar un pilot automàtic poden produir menys retorn d'inversió que les campanyes que es controlen més d'una vegada a la setmana.

- Realitzar estudis de mercat amb serveis d'anàlisi de cerca per identificar les tendències del mercat i oportunitats. Sovint, aquests serveis mostren quines paraules clau són rendibles per a altres llocs web en el seu mercat objectiu. A més, mostren paraules clau estacionals i emergents que et permeten planificar una campanya de màrqueting de manera més oportuna.